# State Office Building (Madison)
El State Office Building es un edificio de 13 pisos y 54 m de altura ubicado en el centro de la ciudad de Madison, en el estado de Wisconsin (Estados Unidos). El edificio se construyó en tres etapas separadas entre 1931 y 1959, y la sección principal se completó en 1939. Está construido en un estilo art déco y es el edificio de oficinas más alto del centro de Madison. Fue agregado al Registro Nacional de Lugares Históricos en 1982.

## Construcción del edificio
- Las fachadas primarias consisten principalmente en mampostería de granito gris cortado a medida para su uso particular.
- La construcción de la pared de mampostería de la primera y la unidad principal construida carece de un sistema de drenaje de agua, aunque típico de la arquitectura de los años 1930.[2]